# Daozang
El Daozang (道藏 pinyin: Dàozàng, en català «Tresor del Dao») o Cànon taoista, ha conegut diverses edicions. La primera aparegué al segle V a càrrec de Lu Xiujing. La versió actual, basada en l'edició Ming, comprèn més de 5.000 textos i conserva l'estructura d'origen en tres categories, anomenades grutes dong (洞), concebudes a la imitació de les tres cistelles del Cànon budista, dividides cadascuna en dotze categories lei (類) i seguides de quatre seccions complementàries (suplements) anomenades fu (輔).

## Dificultats
Malgrat la divisió en seccions, el contingut del cànon és prou desorganitzat. La primera raó n'és la naturalesa fonamentalment esotèrica de la majoria dels ensenyaments. Molts textos tècnics (litúrgia, meditació, alquímia...) no són més que una ajuda per a la memorització i no podien ser ben compresos més que gràcies a un comentari, que el mestre havia revelat oralment a alguns deixebles selectes. Els esforços dels compiladors per reunir la suma dels coneixements taoistes no sempre han trobat la col·laboració dels diferents mestres, delerosos de guardar els seus secrets. Ja al segle iv, la bibliografia establerta per Ge Hong comprenia obres del seu mestre Zheng Yin, el qual no coneixia més que de nom. Potser per aquesta dificultat a confiar textos, els compiladors no s'atreviren a apartar res a la lleugera i, en canvi, afegien en certes edicions més textos, que pertanyien de vegades a altres corrents, com els textos maniqueus inclosos a l'edició de la Song. Aquest gust pel secretisme, no impedia tanmateix als autors de copiar-se mútuament quan podien; per tant, no és rar trobar el mateix passatge a diferents textos. Al segle xx, els investigadors han efectuat un treball molt important per completar el corpus i indexar-lo, però la tasca no ha estat gaire reeixida, malgrat una temptativa de Chen Yingning (陳攖寧), patriarca de Quanzhen, d'establir una nova divisió en 14 categories.

## Les diferents edicions

### Cànon de les dinasties del Nord i del Sud
El Catàleg dels textos canònics de les tres grutes (Sandong jingshu mulu 三洞經書目錄), primera forma del cànon, és una compilació feta cap el 467 pel mestre taoista Lu Xiujing, per pròpia iniciativa però sota l'ègida de l'emperador Mingdi de la dinastia Liu Song. El resultat fou presentat a l'emperador l'any 471. Comprenia 1.318 documents, dels quals 138 són de Lu Xiujing. L'estructura escollida per aquest últim, tres seccions dividides en 12 subseccions, seria un referent per totes les edicions posteriors. Més tard, sota els Liang, el mestre Meng (孟法師) va completar quatre seccions; el conjunt va esdevenir el Catàleg dels llibres canònics en set seccions (Yuweiqibu jingshumu 玉緯七部經書目).

### Cànon dels Tang
El Cànon de Kaiyuan (Kaiyuan daozang 開元道藏) va ser la primera edició compilada per ordre de l'emperador, Xuanzong de la dinastia Tang, que es creia, com tots els de la seva família, descendent de Laozi. Va enviar monjos a la recerca de nous textos, i el Cànon fou acabat durant l'era Kaiyuan (713-741), probablement l'any 728. Les informacions en relació amb el nombre de fascicles difereixen clarament: 3.741, 5.700 o 7.300. L'any 748, l'emperador va ordenar que fos copiat i distribuït. Una part de la col·lecció de la capital foren destruïda durant la revolta d'An Lu Shan, i el conjunt va desaparèixer durant les guerres en el període final de la dinastia.

### Canons dels Song
El Baowentonglu (寶文統錄) va ser el primer Cànon de la dinastia Song; considerat insatisfactori, va ser ràpidament reemplaçat pel Dasong tiangong baozang (大宋 天宮寶藏) compilat a l'era Xiangfu (祥符 1008-1016）i completat a l'era Zhenghe (政和 1111-1118) sota el nom de Zhenghe wanshou daozang (政和萬壽道藏). Aquesta fou la primera edició impresa, que comptava amb uns 4.500 fascicles. Va desaparèixer durant l'era Jingkang ((靖康 1125-1127) que va viure la caiguda dels Song del Nord. Tot i així, resta d'aquesta dinastia una important tasca de referència, el Yunji qiqian (雲笈七籤), un recull de textos no rituals de Zhang Junfang (張俊房).

### Cànon delsJini dels Yuan
El Cànon de Xuandu (Dajin xuandu baozang 大金玄都寶藏) fou acabat l'any 1190 ; comprenia 6.455 fascicles. L'edició original va desaparèixer l'any 1202 a l'incendi del monestir Tianchang (天長觀). Es va ordenar que fos reconstituït i completat al començament de la dinastia Yuan, i això es realitzà des de 1237 fins a 1244. El conjunt arriba a uns 7.000 fascicles, però l'any 1281, Khublai Khan va ordenar destruir els textos taoistes conservats al monestir Pingyangxuandu (平陽玄都觀), excepte el Daodejing.

### Cànon dels Ming
La compilació del Cànon de Zhengtong (Zhengtong daozang 正統道藏) es va iniciar per ordre de l'emperador Yǒnglè (1402-1424) de la dinastia Ming i fou acabada sota la direcció dels 44è i 45è mestres celestials Zhang. Es va acabar a l'era Zhengtong (正统 1435-1449). El conjunt comprenia 5.305 fascicles. Per evitar les pèrdues de les dinasties precedents, un exemplar fou conservat en cada un dels monestirs més importants del país. Foren completats 180 fascicles l'any 1607 (era Wanli) pel 50è mestre celestial. Queden dos exemplars de l'època, un a Pequín i un a París. Ha estat reeditat a Xangai durant la dècada del 1920 i, més tard, a la dècada del 1980 a Tientsin i Taïwan.
Constitueix la base d'antologies augmentades d'alguns textos no canònics com el Daozang jiyao (道藏輯要) compost sota els Qing a l'era Kangxi (康熙 1662─1722) per Peng Dingqiu (彭定求) o el Daozang jinghua (道藏精華) compilat per Ding Fubao (丁福保 1874-1952). Redactat als anys 1990 sota la direcció de Ren Jiyu (任繼愈) i de Zhong Zhaopeng (鍾肇鵬), el Daozang tiyao (道藏提要) intenta connectar més clarament cada text amb una època o un corrent concret.

## Composició: tres grutes i quatre suplements
L'estructura en tres grutes (sān dòng 三洞) subdividides en 12 categories fou concebuda per Lu Xiujing tot imitant les tres cistelles del Cànon budista. El contingut de les tres grutes era a l'origen clarament definit, així com la seva jerarquia: la primera contenia els textos shangqing, amb èmfasi sobre la meditació, que constituïen segons Lu Xiujing el darrer grau de la formació dels mestres taoistes. La segona, de nivell intermediari, recollia els textos lingbao consagrats essencialment als rituals. La tercera estava constituïda pels textos sanhuang, alquímia i talismans, la primera etapa de la formació.
- Tres grutes
  - Gruta de l'autenticitat (Dòngzhēn 洞真): conté textos shangqing, però també dels rituals i talismans lingbao, el Wuzhen pian (悟真篇) i el Huangdì yinfu jing (黃帝陰符經).
  - Gruta del misteri (Dòngxuán 洞玄): textos lingbao, però també shangqing dels quals destaca el Huangting neijing yujing (黃庭內景玉經).
  - Gruta de l'esperit (Dòngshén 洞神): textos atribuïts a Laozi i d'altres savis, el Sanhuang jing (三皇經) i textos lingbao dels quals destaca el Beidou yansheng jing (北斗延生經).

- Cada gruta presenta les 12 subdivisions (shíèrleì 十二類) següents
  - Textos principals (Benwen 本文)
  - Talismans (Shenfu 神符)
  - Comentaris (Yujue 玉訣)
  - Diagrames i il·lustracions (Lingtu 靈圖)
  - Històries i généalogies (Pulu 譜錄)
  - Preceptes (Jielu 戒律)
  - Cerimònies (Weiyi 威儀)
  - Rituals (Fangfa 方法)
  - Practiques (Zhongshu 眾術)
  - Biografies (Jizhuan 記傳)
  - Himnes (Zansong 讚頌)
  - Memòries (Biaozou 章表) - a la imitació de les memòries presentades pels ministres a l'emperador, oferides a les divinitats durant les cerimònies zhaijiao.

- Els quatre suplements (sìfǔ 四輔) foren introduïts al segle VI sota el govern dels Liang pel Mestre Meng (孟法師) en la seva revisió del compendi de Lu Xiujing, el Yuwei qibujingshu mu (玉緯七部經書目). Els tres primers es considera que completen cadascun una de les tres grutes, i l'últim el conjunt.
  - El gran misteri (Tàixuán 太玄) contenia originalment el Daodejing, el Zhuangzi i el Lie Zi. Foren desplaçats sota els Tang a la secció Dongzhen. Contenen sobretot textos "neidan" (alquímia interna), com el Cantong ji i el Huangdi neijing (黃帝內經); també el Yunji qiqian (雲笈七籤) i alguns textos "waidan" (alquímia externa).
  - La gran pau (Tàipíng 太平), conté essencialment talismans i rituals, dels quals certs "lingbao", i el Taiping jing.
  - La gran puresa (Tàiqīng 太清), que contenia el Taiqing jing (太清經) i altres textos alquímics. Actualment conté essencialment textos de filòsofs no taoistes com Mozi, Xunzi, Han Fei, el Baopuzi i textos anteriorment atribuïts a Laozi, com el Taishang ganying pian (太上感應篇).
  - La unitat ortodoxa (Zhèngyī 正一 on Zhèngyĭ 正乙) conté el Zhengyi mengwei (正一盟威) i talismans i rituals dels mestres celestials i alguns textos "shangqing".